# Luis de Rossi
Luis de Rossi (en italiano Luigi de' Rossi), (Florencia, 6 de agosto de 1474 - Roma, 20 de agosto de 1519) fue un eclesiástico italiano.  

## Biografía
Hijo de Leonetto de Rossi y de María de Piero de Médici, quedó huérfano de madre a los cinco años de edad; seis años más tarde su padre, director del banco de los Médici, fue condenado a prisión por malversación, y Luigi fue acogido en la casa de su tío Lorenzo el Magnífico, donde se crio y educó junto con su primo Giovanni de Médici, de cuyo séquito formó parte durante los años siguientes. 
Acompañó a los Médici a Roma cuando en 1494 perdieron el gobierno de la República de Florencia, se halló junto a Giovanni en la batalla de Rávena y  fue apresado junto a él por los franceses, regresó a Florencia cuando en 1512 la familia retomó el gobierno y marchó nuevamente a Roma cuando en 1513 Giovanni fue elegido papa. Tras nombrarle protonotario apostólico y abad comendatario de un monasterio en Bretaña, le creó cardenal del título de San Clemente en el consistorio de julio de 1517.
Fue muy fiel y cercano a León X, a tal punto que el papa se hizo retratar por Rafael en su célebre retrato oficial junto a él y a otro primo también cardenal: Julio de Médici quien más tarde fuera el Papa Clemente VII.
Fallecido en Roma en 1519 a los 45 años de edad, fue sepultado en la Basílica de San Pedro de la Ciudad del Vaticano que entonces estaba en construcción. Muchos años más tarde fue transferido a Florencia a la Iglesia de Santa Felicita.